# Sonya Deville
Daria Rae Berenato (Município de Shamong, 24 de setembro de 1993) é uma lutadora profissional norte-americana e lutadora de artes marciais mistas. Ela é mais conhecida por sua passagem na WWE, onde se apresentou sob o nome de ringue Sonya Deville, e foi uma vez campeã de duplas femininas da WWE.
Berenato ganhou destaque como participante da temporada de 2015 do WWE Tough Enough, onde terminou em 11º lugar. Após sua eliminação, ela assinou um contrato com a WWE e foi enviada para o WWE Performance Center em Orlando, Flórida. Ela então se apresentou na marca de desenvolvimento da WWE, NXT, antes de ser promovida ao plantel principal como Sonya Deville em novembro de 2017. Foi designada para a marca Raw em um grupo com Mandy Rose e Paige chamado Absolution. Deville e Rose foram posteriormente transferidas para o SmackDown, onde formaram a dupla Fire and Desire, antes de se separarem. Após tirar uma pausa em meados de 2020, ela retornou em janeiro de 2021 em um papel não-lutador como uma figura de autoridade na tela ao lado de Adam Pearce, mas retomou a luta no meio de 2022.
Nas artes marciais mistas, ela competiu em três lutas, mantendo um recorde de 2–1.

## Início de vida
Berenato nasceu em Shamong Township, Nova Jersey, filha de pais italianos. Ela frequentou a Escola Secundária Sêneca em Tabernacle, Nova Jersey. Aos 16 anos, Berenato começou a treinar e competir no MMA.

## Carreira na luta livre profissional

### WWE

#### Tough Enoughe NXT (2015–2017)
Em junho de 2015, Berenato foi uma das treze finalistas da sexta temporada da competição WWE Tough Enough. Ela foi a terceira competidora eliminada da competição.
Em outubro de 2015, Berenato assinou contrato com a WWE, e foi designada para sua marca de desenvolvimento NXT para iniciar seu treinamento. Ela fez sua estreia no ringue em 3 de dezembro durante um evento ao vivo contra Nia Jax, que ela perdeu. Berenato fez sua primeira aparição na televisão e estreia no ringue com seu nome real no episódio de 17 de agosto do NXT, onde competiu em uma luta de duplas de seis mulheres junto com Mandy Rose e Alexa Bliss, na qual foram derrotadas por Carmella, Liv Morgan e Nikki Cross. Berenato voltou à televisão no episódio de 23 de novembro do NXT em outra luta de seis mulheres com The Iconic Duo (Billie Kay e Peyton Royce), onde perderam para Aliyah, Ember Moon e Liv Morgan. No episódio de 21 de dezembro do NXT, Berenato competiu em sua primeira luta de simples na televisão, onde foi derrotada por Billie Kay devido a uma distração de Peyton Royce.
Berenato retornou em 3 de maio de 2017, episódio do NXT sob o novo nome de ringue Sonya Deville, participando de uma batalha real de desafiante número um pelo Campeonato Feminino do NXT de Asuka, onde foi eliminada por Peyton Royce e Billie Kay. Depois disso, Deville começou uma seqüência de vitórias, derrotando Lacey Evans, Rachel Evers, Jenna Van Bemel, e Zeda. Após outro breve hiato, Deville retornou no episódio de 18 de outubro do NXT, onde participou de uma luta de trios contra Ember Moon e Ruby Riott para ganhar uma vaga na fatal four-way match pelo vago Campeonato Feminino do NXT no NXT TakeOver: WarGames em 18 de novembro, que foi vencido por Moon. No episódio de 22 de novembro do NXT, Deville foi derrotada por Ruby Riott. Uma revanche aconteceu no episódio de 6 de dezembro do NXT, onde elas se enfrentaram em uma luta sem barreiras que Deville venceu. Deville então desafiou, sem sucesso, Ember Moon pelo título no episódio de 27 de dezembro do NXT.

#### Fire and Desire (2017–2020)

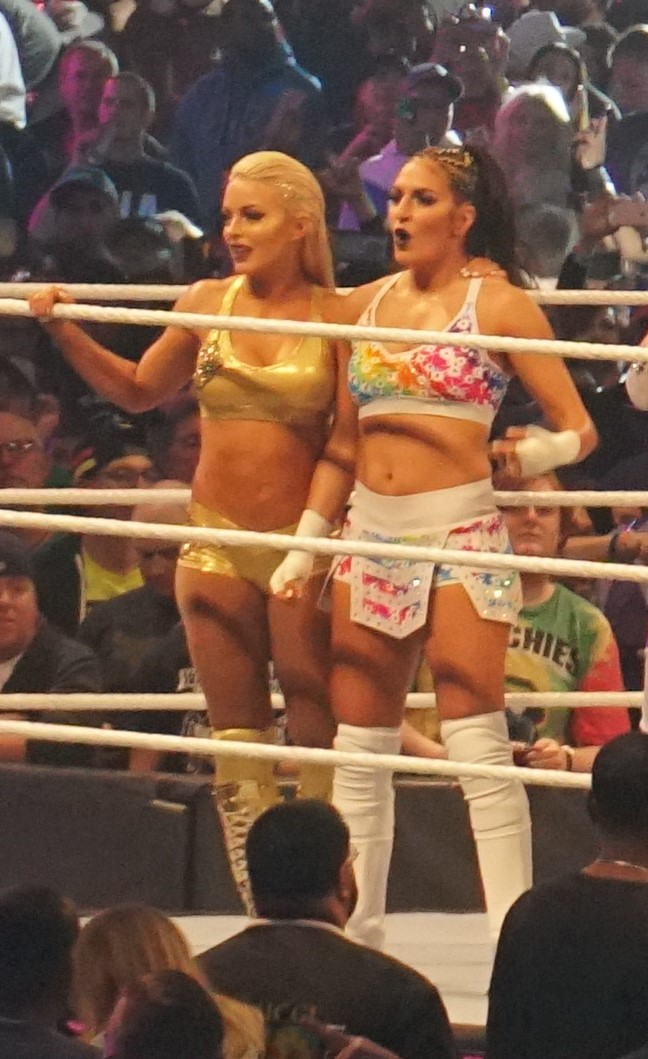
Deville (à direita) com Mandy Rose na WrestleMania 34 em abril de 2018.

No episódio do Raw de 20 de novembro de 2017, Deville se juntou a Mandy Rose e Paige enquanto atacavam Sasha Banks, Bayley, Mickie James e Alexa Bliss. Uma semana depois, o nome do trio foi revelado como Absolution. Deville teve sua primeira partida televisionada no elenco principal no Tribute to the Troops em 19 de dezembro, onde Absolution derrotou Bayley, Mickie James e Sasha Banks.
Em 28 de janeiro de 2018, no Royal Rumble, Deville entrou na primeira luta feminina do Royal Rumble no número 10, e eliminou Torrie Wilson, com duração de 6:41 antes de ser eliminada por Michelle McCool. Ela também participou da primeira luta feminina da Elimination Chamber em 25 de fevereiro no Elimination Chamber, onde foi derrotada por Bliss. Em abril, Paige se aposentou do ringue devido a lesões no pescoço e se tornou gerente geral do SmackDown. Em sua primeira aparição na WrestleMania, na WrestleMania 34, Deville participou do WrestleMania Women's Battle Royal, que seria vencido por Naomi.
Durante o Superstar Shake-up de 2018, Deville e Rose foram convocadas para o SmackDown, mas Paige declarou que não receberiam tratamento especial e que a Absolution acabou. Durante todo o verão, Deville continuaria sua aliança com Rose enquanto os dois permaneciam como uma dupla e competiam em várias lutas individuais e de duplas. Em 28 de outubro, Deville também participou do primeiro pay-per-view feminino, Evolution, competindo em uma batalha real onde foi eliminada por Rose. Em novembro, foi anunciado que Deville fará parte do Team Smackdown para a tradicional partida eliminatória cinco contra cinco no Survivor Series. Em sua primeira aparição no evento, Deville foi uma das duas últimas mulheres do time ao lado de Asuka, mas foi eliminada por contagem após uma briga com Bayley fora do ringue. Em 27 de janeiro de 2019, no Royal Rumble, Deville competiu em sua segunda partida Royal Rumble, onde entrou na posição 25, com duração de 04:26, antes de ser eliminada por Alexa Bliss. Em 17 de fevereiro, Deville e Rose competiram em uma luta Elimination Chamber de seis equipes pelo Campeonato de Duplas Femininas da WWE inaugural no pay-per-view homônimo, onde foram a última equipe eliminada pelos eventuais vencedores Sasha Banks e Bayley.
Pouco depois do Fastlane, o ângulo de dissolução entre Deville e Rose foi mais uma vez retratado, já que ambas acidentalmente custaram lutas um ao outro contra a Campeã Feminina do SmackDown, Asuka. Tanto Deville quanto Rose competiram no segundo WrestleMania Women's Battle Royal durante o pré-show da WrestleMania 35, no entanto, foram uma das últimas competidoras eliminadas da partida. Em maio, Deville e Rose tiveram a oportunidade de escolher entre si quem seria a última competidora para a luta de escada Money in the Bank no pay-per-view homônimo em 19 de maio. Deville, que insistiu para que Rose conseguisse a vaga, tentou subir a escada e ajudar Rose a vencer a partida, no entanto, Bayley conseguiu combatê-los e recuperar a pasta.

#### Competição individual e função fora do wrestling (2020–2023)

Deville em 2020.

Depois que Rose entrou em um triângulo amoroso com Otis e Dolph Ziggler em 2020, foi revelado no episódio de 3 de abril do SmackDown que Deville estava trabalhando com Ziggler para manter Otis longe de Rose. Deville então acompanhou Ziggler em sua luta contra Otis na WrestleMania 36 em 5 de abril, durante a qual ela foi atacada por Rose, que se alinhou com Otis. Mais tarde naquele mês, Deville chamou Rose para rotulá-la de egoísta, prometer "arruinar a vida de Rose" e atacá-la. No episódio de 22 de maio do SmackDown, Deville e Ziggler derrotaram Otis e Rose em uma luta de duplas. Em julho, Deville atacou Rose nos bastidores e cortou seu cabelo. As duas foram originalmente programados para competir em uma partida de cabelo contra cabelo no SummerSlam, mas devido à obrigação de Deville de comparecer ao tribunal após a tentativa de sequestro em sua casa, seu advogado a aconselhou a não cortar o cabelo curto; portanto, a estipulação foi alterada para uma partida No Disqualification Loser Leaves WWE. Deville perdeu a partida para Rose no evento de agosto. Ela começou um hiato após a derrota.
No SmackDown de 1º de janeiro de 2021, Deville retornou à WWE em sua primeira aparição desde agosto de 2020, e foi anunciada como tendo sido reintegrada. Ela então se tornou assistente da figura de autoridade na tela Adam Pearce na marca SmackDown. Mais tarde, ela também começou a aparecer na marca Raw e a tomar decisões executivas sozinha, como reintegrar Charlotte Flair depois que Pearce suspendeu Flair, e então adicioná-la à luta pelo Campeonato Feminino do Raw na WrestleMania Backlash. Em agosto de 2021, Deville se envolveu em uma rivalidade com Naomi, que se desenvolveu devido à irritação de Deville com a persistência de Naomi em pedir-lhe que a colocasse em partidas.
No episódio do Raw de 11 de abril, depois que a nova Campeã Feminina do Raw, Bianca Belair, derrotou Queen Zelina em uma luta sem título, Deville surgiu e revelou planos para nomear o próximo desafiante de Belair ao título. Como Belair estava de costas para Deville, Deville a pegou de surpresa e a atacou, revelando-se a desafiante misteriosa antes de assinar o contrato da partida. Em 18 de abril, Deville e Belair ficaram cara a cara, durante o qual Belair quase foi incitado a atacar Deville. Mais tarde, Deville revelou que Belair teve de ser multada porque colocou as mãos em um funcionário. Adam Pearce multou Belair em US$ 1 e quando Deville reclamou disso, Pearce informou a Deville que havia uma investigação em andamento sobre sua conduta. No episódio do Raw de 9 de maio, Deville não era mais oficial da WWE e voltou como competidora no ringue em uma luta que perdeu para Alexa Bliss. Deville fez uma aparição surpresa no episódio de 11 de outubro do NXT, onde ela atacou Alba Fyre no meio da multidão, enquanto ela se alinhava com Toxic Attraction (Gigi Dolin e Jacy Jayne) dando um powerbomb em Fyre através da mesa de comentários. Deville então competiu no Royal Rumble em 28 de janeiro de 2023, onde entrou na posição 27 e obteve 3 eliminações antes de ser eliminada por Asuka.

#### Várias alianças (2023–2025)
No episódio do Raw de 27 de março de 2023, Deville se juntou a Chelsea Green e derrotou a equipe de Candice LeRae e "Michin" Mia Yim para se qualificar para a luta Women's WrestleMania Showcase. Na Noite 2 da WrestleMania 39, Green e Deville não tiveram sucesso, com a partida sendo vencida por Ronda Rousey e Shayna Baszler. Deville e Green foram transferidos para a marca Raw como parte do Draft de 2023 da WWE. No episódio de 3 de julho do Raw, Deville e Green venceram uma luta de duplas turmoil por uma oportunidade de Campeonato de Duplas Femininas da WWE. No episódio do Raw de 17 de julho, elas derrotaram Liv Morgan e Raquel Rodriguez para ganhar o Campeonato de Duplas Femininas da WWE, o primeiro campeonato na carreira de Deville. Em 7 de agosto, o TMZ informou que Deville sofreu uma ruptura do ligamento cruzado anterior e que ela ficaria afastada por tempo indeterminado. Deville confirmou a lesão através de seus canais de mídia social. No episódio do Raw de 14 de agosto, Piper Niven declarou-se metade das Campeãs de Duplas Femininas da WWE, tornando-se a nova parceira de Green e substituindo Deville. A WWE reconhece essa data como o dia final do reinado de Deville, encerrando seu reinado em 28 dias.
Deville fez seu retorno de lesão no episódio de 20 de maio de 2024 do Raw, onde apareceu em um segmento nos bastidores com Shayna Baszler e Zoey Stark. No episódio de 8 de julho de 2024 do Raw, Baszler e Stark se aliaram a Deville após semanas de recusas à proposta dela, passando a se chamar Pure Fusion Collective. Em 7 de fevereiro de 2025, Deville foi liberada da WWE.

## Outras mídias
Berenato co-apresentou a série UFC AfterBuzz no YouTube. Ela apareceu como membro do elenco principal na nona temporada do Total Divas.
Ela fez sua estreia no videogame WWE como personagem jogável no WWE 2K19. Ela também apareceu em WWE 2K20, WWE 2K Battlegrounds, WWE 2K22, WWE 2K23, WWE 2K24 e WWE 2K25.

## Empreendimentos
Em 28 de julho de 2022, Berenato ao lado da também lutadora Amanda Saccomanno, mais conhecida como Mandy Rose, abriram sua própria marca de donuts virtuais chamada DaMandyz Donutz, entregue pela Uber Eats em Los Angeles.

## Vida pessoal
Berenato é gay, o que faz dela a primeira lutadora abertamente gay na WWE. Ela descreveu ter se assumido como lésbica durante Tough Enough. Ela está em um relacionamento com a modelo e entusiasta do fitness Toni Cassano. Berenato e Cassano ficaram noivos em fevereiro de 2023.
Em 16 de agosto de 2020, um homem da Carolina do Sul foi preso e acusado de perseguição agravada, roubo à mão armada de uma residência, tentativa de sequestro à mão armada e dano criminal por invadir a casa de Berenato em Lutz, Flórida. Posteriormente, foi concedida a Berenato uma liminar contra a "violência de perseguição".
Berenato foi presa em Atlantic City, Nova Jersey, em fevereiro de 2023, por porte de arma de fogo sem autorização. Ela foi libertada mediante intimação para uma futura data de julgamento.

## Recorde de artes marciais mistas
| Cartel no MMA   |            |           |
| 3 lutas         | 2 vitórias | 1 derrota |
| Por nocaute     | 1          | 0         |
| Por finalização | 1          | 0         |
| Por decisão     | 0          | 1         |

| Res.    | Cartel | Oponente       | Método                   | Evento                                | Data                   | Round | Tempo | Local                                   | Notas  |
| ------- | ------ | -------------- | ------------------------ | ------------------------------------- | ---------------------- | ----- | ----- | --------------------------------------- | ------ |
| Derrota | 2–1    | Jasmine Pouncy | Decisão (unânime)        | Universidade do MMA: Fight Night 9    | 8 de março de 2015     | 3     | 6:00  | Los Angeles, Califórnia, Estados Unidos | [ 97 ] |
| Vitória | 2–0    | Jeselia Perez  | Nocaute técnico (socos)  | CFL HD 2: Bitter Rivals               | 7 de fevereiro de 2015 | 2     | 2:00  | Victorville, Califórnia, Estados Unidos | [ 98 ] |
| Vitória | 1–0    | Allenita Perez | Finalização (guilhotina) | CFL HD 1: Mavericks, No Guts No Glory | 11 de outubro de 2014  | 3     | 1:09  | Adelanto, Califórnia, Estados Unidos    | [ 99 ] |

## Títulos e prêmios
- Pro Wrestling Illustrated
  - Classificada em 56º lugar entre as 100 melhores lutadoras femininas no PWI Women's 100 em 2020[100]
- WWE
  - Campeonato de Duplas Femininas da WWE (1 vez) – com Chelsea Green[71]
  - Bumpy Awards (1 vez)
    - Mais bem vestida do semestre (2021) – com Seth Rollins